# Attacken mot Indiens parlament 2001
Attacken mot Indiens parlament i New Delhi genomfördes den 13 december 2001, av militanta islamister. Ett dussin människor (samtliga de fem terroristerna, fem poliser, en säkerhetsvakt och en parkarbetare) dödades och arton skadades.
Denna händelse var nära att utlösa ett fjärde krig mellan de båda kärnvapenmakterna Indien och Pakistan. Regeringen i det sistnämnda landet förbjöd den islamistiska organisationen Lashkar-e-Taiba, sedan denna fått skulden för attacken.